# 2007 год в литературе

## События
- В Германии открылась библиотека Гёте, восстановленная после пожара 2004 года.
- Опубликован дневник матери Терезы.
- Норвежским правительством утверждена Международная премия Ибсена.

## Премии

### Международные
- Нобелевская премия по литературе — Дорис Лессинг, «За исполненное скепсиса, страсти и провидческой силы постижение опыта женщин»[1].
- Премия Агаты — Луиза Пенни, роман «Последняя милость» (англ. A Fatal Grace).
- Премия Виленицы — Горан Стефановский.
- Премия Франца Кафки — Ив Бонфуа.
- Дублинская литературная премия — Пер Петтерсон, книга «Пора уводить коней» (норв. Ut og stjæle hester ).
- Премия мира немецких книготорговцев —  Саул Фридлендер.
- Премия «Хьюго» за лучший роман — Вернор Виндж, «Конец радуг» (англ. Rainbows End)[2].
- Премия «Хьюго» за лучшую короткую повесть — Иен Макдональд, «Супруга джина» (англ. The Djinn’s Wife)[2].
- Премия «Хьюго» за лучший рассказ — Тим Пратт, «Невероятные мечты» (англ. Impossible Dreams)[2].
- Премия «Хьюго» за лучшую повесть — Роберт Рид, «Миллиард вечеров» (англ. A Billion Eves)[2].
- АБС-премия:
  - номинация «Художественная проза» — Дмитрий Быков, роман «ЖД»;
  - номинация «Критика и публицистика» —  Антон Первушин, «Завоевание Марса. Марсианские хроники эпохи Великого Противостояния».
- Международная детская литературная премия имени В. П. Крапивина:
  - Ольга Златогорская (Москва) — за повести «Снежное лето Митьки Снегирёва» и «Выдумщик»[3];
  -  Ирина Краева (Москва) — за повесть «Тим и Дан или Тайна „Разбитой коленки“»[4].
  - Александр Папченко (Екатеринбург) — за повести «Две пригоршни удачи» и «Жил-был принц»[5].
  - Борис Тараканов, Антон Фёдоров (Москва) — за роман «Колесо в заброшенном парке», «за продолжение в детской литературе фантастических традиций Владислава Крапивина»[6].

### Австрия
- Австрийская государственная премия по европейской литературе — А.Л.Кеннеди[7].
- Премия Фельдкирха:

1. Клаус Хендл;
2. Бернхард Заупе;
3. Александра Лавидзари;
4. Томас Штайнер.

- Премия Эриха Фрида — Петер Ватерхаус.

### Великобритания
- Букеровская премия — Энн Энрайт, «Собрание» (англ. The Gathering)[8].
- Премия Сомерсета Моэма:

1. Горацио Клэр, «Running For The Hills»;
2. Джеймс Скадамор, «Клиника „Амнезия“».

- Женская премия за художественную литературу — Чимаманда Нгози Адичи, «Половина жёлтого солнца» (англ. Half of a Yellow Sun)[9].

### Германия
- Премия Георга Бюхнера —  Мартин Мозебах.
- Бременская литературная премия — Фелицитас Хоппе, «Johanna».
- Премия Гёте — не вручалась.

### Израиль
- Литературная премия имени Бялика — не вручалась.
- Иерусалимская премия — Лешек Колаковский.

### Испания
- Премия Сервантеса —  Хуан Хельман.
- Премия принцессы Астурийской —  Амос Оз[10].

### Италия
- Премия Гринцане Кавур:
  - международная премия — Амитав Гош;
  - авторская эссеистика — Альберто Мангель.

### Норвегия
- Премия Ибсена — Кристофер Грёндаль, «Tundra» и «Silent Winds of Blackpool».
- Премия Браги:
  - номинация «Беллетристика» — Карл Фруде Тиллер, роман «Осложнение» (норв. Innsirkling).
  - номинация «Детская литература» — Линн Сунне,  «Happy».

### Россия
- Русский Букер — Александр Иличевский, роман «Матисс».
- Национальная литературная премия «Большая книга»:
  - Людмила Улицкая (роман в письмах «Даниэль Штайн, переводчик», I премия);
  - Алексей Варламов (биография «Алексей Толстой», II премия);
  - Дина Рубина (роман «На солнечной стороне улицы», III премия)[11].
- Премия Александра Солженицына:

1. литературовед Сергей Бочаров, «за филологическое совершенство и артистизм в исследовании путей русской литературы; за отстаивание в научной прозе понимания слова как ключевой человеческой ценности»;
2. лингвист Андрей Зализняк, «за фундаментальные достижения в изучении русского языка, дешифровку древнерусских текстов; за филигранное лингвистическое исследование первоисточника русской поэзии „Слова о полку Игореве“, убедительно доказывающее его подлинность»[12].

- Премия Поэт — Олег Чухонцев[13].
- Независимая литературная премия «Дебют»:
  - номинация «Крупная проза» — Станислав Буркин за роман «Фавн на берегу Томи»;
  - номинация «Малая проза» — Ирина Глебова за подборку рассказов;
  - номинация «Поэзия» — Владимир Кочнев за подборку стихотворений.
  - номинация «Драматургия» — Валерий Печейкин за пьесу «Соколы»;
  - номинация «Фантастика» — Ольга Онойко за роман «Хирургическое вмешательство»[14].
- Триумф (премия) — Юрий Арабов.
- Премия имени Юрия Казакова — Наталья Ключарёва, «Один год в Раю».
- Национальный бестселлер — Илья Бояшов, «Путь Мури».
- Премия Андрея Белого:
  - номинация «поэзия» — Алексей Цветков;
  - номинация «проза» — Александр Ильянен;
  - номинация «гуманитарные исследования» — Олег Аронсон;
  - номинация «За заслуги перед литературой» — Всеволод Некрасов.
- Премия Ивана Петровича Белкина — не вручалась.
- Премия имени П. П. Бажова:

1. Валентин Блажес, Мария Литовская — за создание «Бажовской энциклопедии»;
2. Юрий Беликов — за книгу избранных стихов «Не такой»;
3. Валентин Курбатов — за книгу «Долги наши. Валентин Распутин: чтение через годы»;
4. Любовь Ладейщикова — за сохранение и развитие лучших традиций отечественной поэзии;
5. Юрий Левин — за создание литературных портретов в книге «Автографы»;
6. Вадим Осипов — за осуществление поэтических замыслов в книге «Дальние поездки»;
7. Ольга Сидонова — за труд «Крепостные художники Демидовых. Училище живописи. Худояровы XVIII—XIX веков»;
8. Татьяна Четверикова — за книгу лирической поэзии «После лета».

- Литературная премия «Чаша круговая» — Герман Иванов[15].
- Всероссийская премия имени Самуила Маршака:
  - номинация «Проза» — Андрей Кутерницкий;
  - номинация «Поэзия» —  Андрей Усачёв[16].

### США
- Всемирная премия фэнтези за лучший роман —  Джин Вулф, «Солдат Сидона» (англ. Soldier of Sidon).
- Всемирная премия фэнтези за лучшую повесть — Джеффри Форд, «Город-заплата» (англ. Botch Town).
- Всемирная премия фэнтези за лучший рассказ — М. Рикерт, «Journey Into the Kingdom».
- Премия Эдгара Аллана По:
  - номинация за «лучший роман» — Джейсон Гудвин, «Дерево Янычар» (англ. The Janissary Tree)[17].
  - номинация «за первый лучший роман» — Алекс Беренсон, «Верный шпион» (англ. The Faithful Spy)[18].
- Пулитцеровская премия за художественную книгу — Кормак Маккарти, «Дорога» (англ. The Road)[19].
- Пулитцеровская премия за лучшую драму — Дэвид Линдси-Эбер, «Кроличья нора» (англ. Rabbit Hole)[20].
- Пулитцеровская премия за поэзию — Наташа Третвей, «Местная гвардия» (англ. Native Guard)[21].

### Франция
- Гонкуровская премия — Жиль Леруа, «Песня Алабамы» (фр. Alabama song)[22].
- Премия Фемина — Эрик Фотторино, «Киношные поцелуи»;
  - номинация «зарубежному автору» — Эдуард Сент-Обин, «Материнское молоко»;
  - номинация «за эссе» — Жиль Лапуж, «Чернила путешественника» (фр. L’Encre du voyageur).
- Премия Медичи:
  - номинация «за роман» — Жан Атцфельд, «Стратегия антилоп» (фр. La Stratégie des antilopes);
  - номинация «за лучшее зарубежное произведение» —  Дэниел Мендельсон, «Потерянные: поиск шести из шести миллионов» (англ. The Lost: A Search for Six of Six Million);
  - номинация «за эссеистику» —  Джоан Дидион, «Год волшебных размышлений» (англ. The Year of Magical Thinking).
- Премия Ренодо — Даниэль Пеннак, «Школьные страдания» (фр. Chagrin d'école).

### Швеция
- Премия памяти Астрид Линдгрен — организация распространения грамотности в Венесуэле «Banco del Libro»[23].
- Литературная премия Шведской академии — Юн Фоссе[24].

### Япония
- Литературная премия имени Номы — Кадзуми Саэки — «Норвегия» (ノルゲ).
- Премия имени Рюноскэ Акутагавы:
  - 2007а: Тэцуси Сува — «Человек из послезавтра» (アサッテの人);
  - 2007б: Миэко Каваками — «Молоко и яйца» (乳と卵).
- Литературная премия имени Сэя Ито:
  - проза: Юити Сэйрай, «Эпицентр взрыва» (爆心);
  - критика: Юко Дэгути, «Анго Сакагути, столетний анфан террибль» (坂口安吾　100歳の異端児).
- Премия имени Дзюна Таками — Такако Мисаки.
- Премия имени Дзюнъитиро Танидзаки — Юити Сэйрай — «Эпицентр взрыва» (爆心).

## Книги
- «Плакал дождь холодными слезами» — книга о бесланской трагедии журналиста Мурата Кабоева.

### Романы
- «Блейз» (англ. Blaze) — роман Стивена Кинга.
- «Бегуны» — роман Ольги Токарчук.
- «Брисингр» — третий роман тетралогии «Наследие» американского автора Кристофера Паолини.
- «Всё не так» — роман Александры Марининой.
- «В лесной чаще» — роман Таны Френч.
- «Занимательная механика» — роман Вадима Панова, из цикла «La Mystique De Moscou».
- «Земля войны» — роман «кавказского цикла» Юлии Латыниной.
- «Нелюдь (роман)» — роман Юлии Латыниной.
- «Нон Лон Дон» (англ. Un Lun Dun) — роман Чайна Мьевиля.
- «Падающий» (англ. Falling Man) — роман Дона Делилло.
- «Почти луна» (англ.  The Almost Moon) — роман Элис Сиболд.
- «Сладость на корочке пирога» (англ. The Sweetness at the Bottom of the Pie) — роман Алана Брэдли.
- «Смерть беспозвоночным» (пол. Rzeź bezkręgowców ) — роман Иоанны Хмелевской.
- «Союз еврейских полисменов» (англ. The Yiddish Policemen's Union) — роман Майкла Шейбона.
- «Террор» (англ. The Terror) — роман американского писателя Дэна Симмонса.
- «Человек, который знал всё» — Игорь Сахновский.
- «Чистовик» — Сергей Лукьяненко.
- «Убийство в стиле» (англ. A Mysterious Affair of Style) — роман Гилберта Адэра.

#### Фэнтези
- «Гарри Поттер и Дары Смерти» — седьмая книга о Гарри Поттере английской писательницы Джоан Роулинг.
- «Гнев Хрумхрымса» — десятая и последняя книга серии ««Воздушные пираты»» (англ. The Edge Chronicles) английского писателя Пола Стюарта.
- «Дети Хурина» (англ. The Children of Húrin) — книга-реконструкция незавершённого романа Джон Рональд Руэл Толкина, которую выполнил его сын Кристофер.

### Повести
- «Media Sapiens. Повесть о третьем сроке» — повесть Сергея Минаева.

### Драматургия
- «В ста шагах от праздника» — пьеса Степана Лобозёрова.

## Умершие
- 17 января — Джани Гурдит Сингх, индийский писатель, 83 года.
- 30 января — Сидни Шелдон, американский писатель и сценарист, 89 лет.
- 15 февраля — Фредерик Киесель, бельгийский поэт, писатель и журналист, 83 года.
- 1 марта — Джордж Габб, белизский писатель, художник, скульптор, 79 лет.
- 1 апреля — Дрисс Шрайби, марокканский писатель, 80 лет.
- 11 апреля — Курт Воннегут, американский писатель, 84 года.
- 29 июня — Фред Саберхаген, американский писатель-фантаст, 77 лет.
- 17 сентября — Джеймс Оливер Ригни-младший (Роберт Джордан), американский писатель, 58 лет.
- 23 сентября — Вяйнё Кирстиня, финский поэт, прозаик, эссеист, драматург, критик, журналист и переводчик, 71 год.
- 10 ноября — Норман Мейлер, американский писатель, журналист, драматург, сценарист и кинорежиссёр, 84 года.
- 9 декабря — Трилочан Шастри , индийский поэт и прозаик (род. в 1917).